# 埃克托尔·埃雷拉
埃克托尔·埃雷拉（西班牙語：Héctor Herrera，1959年5月23日—），古巴男子田径运动员，主攻短跑。他曾代表古巴参加1992年夏季奥林匹克运动会田径比赛，获得男子4×400米接力银牌。